# Jorge Pina Pérez
Jorge Pina Pérez (Madrid, 26 de janeiro de 1977) é um esgrimista espanhol na modalidade Sabre.